# ZANIO
ZANIO（ざにお）は日本の作曲家・編曲家、DJ、音楽プロデューサー、YouTuber。福島県出身。

## 経歴
2003年より東京のディスコ、渋谷moduleでDJを始める。
2008年にインターネットサイトを通じて知り合ったイラストレーターのCHAN×COとZANEEDSを結成し、主に海外のイベント等を中心に4年間活動。解散後はソロとなり、1stメジャーアルバム『ZANIO - TWO WORLDS』をキングレコードから発表。
2014年に制作拠点を会津若松市に移し、東京を始め各国でDJの他、プログレッシブ・ハウスを中心にリリース、楽曲提供等を行う。
2015年より東京のスタジオにて制作活動を行い、「日産自動車 × nicolai bergmann」「ミズノ × NANO UNIVERSE」などの広告音楽を手がける。

## 人物
2008年からVOCALOIDを使用した楽曲をニコニコ動画に投稿しており、別名としてパイパンPやPPP等とも呼ばれていた。
会津若松市で「たまこ」という名の愛犬(メス)と共に暮らしており、本人のFacebookページやTwitterアカウントで度々写真が公開されている。
大のラーメン（麺類）好きがファンの間で知られており、ラーメン二郎 会津若松駅前店、蓮爾 さんこま店、とんがらし （会津若松市七日町）に足繁く通っている。
2015年のざにお的ブームは東北ずん子らしく、Twitterでのツイートは語尾に「ずん」や「ZUN」と付加する発言が目立っている。また、発表する楽曲に「VOCALOID3 東北ずん子」を起用しており、発売したCDのタイトルも「ZUNKO」となっている。
2015年後半には活動拠点を再び東京へ移し、糖質制限ダイエットを始めたと自身のTwitterで明らかにしていた。しかし2016年頃には連日のように蒙古タンメンを食し酒を呑み続けた影響で、体調を崩したことを公表している。
2017年は ストリートファイターV のプレイに熱中している模様。使用キャラクターはキャミィ。
2018年の主だった活動は少ない。自身で作ったと思われる質素な弁当を撮影してSNSへ投稿し、ハッシュタグ「#絶望ライン工弁当」でファンを賑わせた。
2019年から競艇に手を出し始めたことや、好きな舟券購入方法は「男の3連単」であることをTwitterで公表した。また、この頃からイラストを描く練習も始める。
2020年 6月にFacebookとInstagramを通じ、株式会社ポニーキャニオン音楽出版部門からの今期支払額が0円だったことを明かしている。加えて同SNSで、「2020年始まって半年経ったけど、1曲も作っていない」や「あと半年頑張れば、1曲も作らなかった2020年が完成するから頑張りたい」と独白していた。しかし、翌月の7月には「今年1曲も作らない予定だったけど、あまりに暇すぎて作り始めちゃったわ」と宣言を覆した。
新型コロナウイルス感染拡大の影響により支給された特別定額給付金の使用用途については、「平和島競艇場で倍にするぞ、頑張るぞ」と意気込みを露にした。
2022年現在は絶望系YouTuberとしても人気である。

## ディスコグラフィ

### アナログ
- ZANEEDS #EP (2010)
- WORLDS EP (2013)

### CD
- ONE WORLD (2013)
- TWO WORLDS (2014)
- ZUNKO(2015)
- KIRITAN (2017)

### デジタルリリース
- Ray / Cue (2014) ポール・ヴァン・ダイクのラジオでプレイされた[2]。
- Moonrise (2014)
- Ever feat.Kaiiila (2014)
- Bloom (2015)
- Nightfall (2015)
- Will (2016)
- Refill (2017)川村竜とのコラボレート作品。
- Telepathy (2017)
- スプートニク (2021) ZANIO & Ryutaro Makino
- TWO WORLDS Reprise (2022)
  - 当時事情により収録できなかった2曲を入れた、TWO WORLDS(2014)の完全版。

### 楽曲提供・リミックス
- HSP
  - Unfragment Remixes (2012)
  - Works11-14 (2014)
- GINGA - 0005:a galaxy odyssey (2014)
- 岩男潤子
  - voice (2014)
  - JUNKO (2015)
  - Return to myself (2015)
- Team MIRAI - Light to the Future (2015)
- CAMOUFLAGE - 忘却のレジスタンス (2016)
- 山下もえ - Born Slippy (2016) Underworld代表曲のオフィシャルカバー。
- 西恵利香 - re:LISTEN UP (2016)
- DUB SQUAD - MIRAGE (2017)
- アイドルDTI - 恥じ裸衣fallin'luv CV:花江夏樹 (2017)
- 山下もえ - STAR LAZER (2017)
- ニーア オートマタ - NieR：Automata Arranged & Unreleased Tracks (2017)
- OWL
  - 琥珀 (2020)
  - 新月 (2024)
- 常盤木まほろ - 夜間飛行 (2024)

## 主な出演イベント
2010年
- CONNICHI 2010 (ドイツ・カッセル)

2011年
- Sakura-Con 2011 (アメリカ・シアトル)
- Anime-Expo 2011 (アメリカ・ロサンゼルス)
- STGCC 2011 (シンガポール)
- J-POP SUMMIT 2011(アメリカ・サンフランシスコ) 2011年公式テーマソングを担当[3]。

2012年
- Fancy Frontier 19 (台湾・台北)
- Miracle Vox2 (香港)
- Japan Expo 2012 (フランス・パリ)
- STGCC 2012 (シンガポール)

2013年
- Polymanga2013 (スイス・モントルー)
- MiXUS (日本・東京)
- MANGA FES 2013 (ベトナム・ホーチミン)

2014年
- AEX (チリ・サンティアゴ・デ・チレ)
- Expo TNT27 (メキシコ・メキシコシティ)
- Japantage Karlsruhe (ドイツ・カールスルーエ)
- AWA (アメリカ・アトランタ)

## 掲載・インタビュー等
Cut Out
マレーシアのカルチャー誌、Cut Outの“10 Best Contemporary Art Crossovers in the Music Industory”（音楽シーンにおける、現代アートとのクロスオーバーBEST10）にZANEEDSが選出された。
美術手帖
2013年6月号
TOKYO OTAKU MODE
英語記事。Creator Interview: ZANIO。

## その他
2012年にファミリーマートのコラボ商品として、自身の初音ミク楽曲「ペヤングだばあ」をモチーフにまるか食品とタイアップした「ペヤング ネギ塩やきそば」が発売された。その後、おやつカンパニーとコラボした「ベビースターペヤングやきそば feat.初音ミク」も発売された。
2016年11月28日、クラブでiPhoneを使用していた所にレーザーが直撃、カメラが破損。その様子を動画付でTwitterに投稿したところ拡散され、ネットニュースに掲載された。